# 太子宮 (柏林)
太子宮（德語：Kronprinzenpalais）是位於德國柏林菩提樹下大街的一處宮殿式建築，是一座地標性的後期古典主義風格建築。太子宮曾是普魯士霍亨索倫王室的宮殿，在君主制被廢除之後，一戰後太子宮曾被用作美術館，後被納粹封閉。二戰期間太子宮被毀。1968年太子宮重建，作為招待來訪東德的國賓使用。德國統一之後，太子宮被用於展覽和文化活動。

## 外部連結
- 360° panoramas of Kronprinzenpalais（页面存档备份，存于）, exteriors and historically reconstructed interiors for performance of Alma
- "Kaiser und Könige"（页面存档备份，存于）, illustrated history of the building to 1919 at the Alma site （德文）

52°31′02″N 13°23′49″E / 52.51722°N 13.39694°E